# Estonie au Concours Eurovision de la chanson 2014
L'Estonie est l'un des trente-sept pays participants au Concours Eurovision de la chanson 2014, qui se déroule à Copenhague, au Danemark. Le pays est représenté par la chanteuse Tanja et sa chanson Amazing, sélectionnées via l'Eesti Laul 2014.

## Sélection
Le diffuseur estonien ERR a confirmé le 18 juillet 2013 la participation de l'Estonie à l'Eurovision 2014, confirmant également l'utilisation de l'émission Eesti Laul comme sélection.

### Format
La sélection se déroule en trois soirées : deux demi-finales et une finale. Lors de chaque demi-finale, dix artistes participent. Un vote composé pour moitié du vote d'un jury expert et pour l'autre moitié du télévote estonien choisit ensuite cinq qualifiés. La finale voit les dix artistes encore en lice participer. Un premier vote désigne deux artistes qui se qualifient pour la superfinale. Le télévote seul désigne le gagnant parmi ces deux artistes. 

### Émissions

#### Première demi-finale
- Qualifiés

| #  | Artiste                     | Chanson        | Jury | Télévote | Télévote | Total | Place |
| #  | Artiste                     | Chanson        | Jury | Voix     | Points   | Total | Place |
| -- | --------------------------- | -------------- | ---- | -------- | -------- | ----- | ----- |
| 1  | Tanja                       | Amazing        | 7    | 3079     | 10       | 17    | 2     |
| 2  | The Titles                  | Flame          | 4    | 312      | 2        | 6     | 8     |
| 3  | Wilhelm                     | Resignal       | 6    | 1065     | 6        | 12    | 5     |
| 4  | State of Zoe                | Solina         | 5    | 235      | 1        | 6     | 9     |
| 5  | Nimmerschmidt               | Sandra         | 3    | 506      | 4        | 7     | 6     |
| 6  | VÖÖRAD                      | Maailm on hull | 1    | 948      | 5        | 6     | 7     |
| 7  | Super Hot Cosmos Blues Band | Maybe-Maybe    | 8    | 2676     | 9        | 17    | 3     |
| 8  | August Hunt                 | Kus on EXIT?   | 2    | 462      | 3        | 5     | 10    |
| 9  | Kõrsikud                    | Tule ja jää    | 9    | 1460     | 7        | 16    | 4     |
| 10 | Lenna                       | Supernoova     | 10   | 1639     | 8        | 18    | 1     |

#### Deuxième demi-finale
- Qualifiés

| #  | Artiste         | Chanson                | Jury | Télévote | Télévote | Total | Place |
| #  | Artiste         | Chanson                | Jury | Voix     | Points   | Total | Place |
| -- | --------------- | ---------------------- | ---- | -------- | -------- | ----- | ----- |
| 1  | Norman Salumäe  | Search                 | 9    | 958      | 6        | 15    | 3     |
| 2  | Lauri Pihlap    | Lootus                 | 5    | 620      | 3        | 8     | 8     |
| 3  | Nion            | Muud pole vaja         | 4    | 834      | 5        | 9     | 6     |
| 4  | Maltised        | Élu                    | 1    | 720      | 4        | 5     | 9     |
| 5  | Sofia Rubina    | City lights            | 3    | 379      | 1        | 4     | 10    |
| 6  | MiaMee          | Fearful heart          | 7    | 397      | 2        | 9     | 7     |
| 7  | Traffic         | Für Elise              | 10   | 1717     | 8        | 18    | 2     |
| 8  | Maiken          | Siin või sealpool maad | 6    | 1321     | 7        | 14    | 4     |
| 9  | Sandra Nurmsalu | Kui tuuled pöörduvad   | 8    | 2662     | 10       | 18    | 1     |
| 10 | Brigita Murutar | Laule täis taevakaar   | 2    | 2159     | 9        | 11    | 5     |

#### Finale
- Qualifiés
- Vainqueur

| #  | Artiste                     | Chanson                | Jury | Télévote | Télévote | Total | Place |
| #  | Artiste                     | Chanson                | Jury | Voix     | Points   | Total | Place |
| -- | --------------------------- | ---------------------- | ---- | -------- | -------- | ----- | ----- |
| 1  | Brigita Murutar             | Laule täis taevakaar   | 1    | 2965     | 6        | 7     | 7     |
| 2  | Traffic                     | Für Elise              | 8    | 5433     | 7        | 15    | 3     |
| 3  | Norman Salumäe              | Search                 | 5    | 2347     | 4        | 9     | 6     |
| 4  | Wilhelm                     | Resignal               | 6    | 1525     | 1        | 7     | 9     |
| 5  | Lenna                       | Supernoova             | 9    | 2941     | 5        | 14    | 4     |
| 6  | Super Hot Cosmos Blues Band | Maybe-Maybe            | 10   | 11940    | 10       | 20    | 1     |
| 7  | Maiken                      | Siin või sealpool maad | 3    | 1769     | 2        | 5     | 10    |
| 8  | Kõrsikud                    | Tule ja jää            | 4    | 2256     | 3        | 7     | 8     |
| 9  | Tanja                       | Amazing                | 7    | 10580    | 9        | 16    | 2     |
| 10 | Sandra Nurmsalu             | Kui tuuled pöörduvad   | 2    | 10434    | 8        | 10    | 5     |

| Vote détaillé du jury  | Vote détaillé du jury | Vote détaillé du jury | Vote détaillé du jury | Vote détaillé du jury | Vote détaillé du jury | Vote détaillé du jury | Vote détaillé du jury | Vote détaillé du jury | Vote détaillé du jury | Vote détaillé du jury | Vote détaillé du jury | Vote détaillé du jury | Vote détaillé du jury |
| Chanson                | M. Ilus               | E. Pärnoja            | R. Roosalu            | G. Jaani              | S. Nestor             | O. Lepland            | K. Raudsepp           | E. Himma              | L. Da Bass            | S. Sisask             | T. Mägi               | Total                 | Points                |
| ---------------------- | --------------------- | --------------------- | --------------------- | --------------------- | --------------------- | --------------------- | --------------------- | --------------------- | --------------------- | --------------------- | --------------------- | --------------------- | --------------------- |
| Laule täis taevakaar   | 1                     | 2                     | 2                     | 3                     | 2                     | 1                     | 1                     | 1                     | 7                     | 1                     | 1                     | 22                    | 1                     |
| Für Elise              | 10                    | 6                     | 6                     | 8                     | 8                     | 2                     | 2                     | 8                     | 10                    | 3                     | 8                     | 71                    | 8                     |
| Search                 | 8                     | 4                     | 7                     | 2                     | 10                    | 8                     | 4                     | 4                     | 1                     | 5                     | 5                     | 58                    | 5                     |
| Resignal               | 5                     | 8                     | 5                     | 1                     | 7                     | 7                     | 3                     | 6                     | 6                     | 6                     | 6                     | 60                    | 6                     |
| Supernoova             | 6                     | 10                    | 4                     | 10                    | 6                     | 5                     | 7                     | 9                     | 8                     | 8                     | 9                     | 82                    | 9                     |
| Maybe-Maybe            | 9                     | 9                     | 9                     | 9                     | 5                     | 9                     | 9                     | 10                    | 9                     | 10                    | 10                    | 98                    | 10                    |
| Siin või sealpool maad | 3                     | 3                     | 8                     | 7                     | 1                     | 10                    | 6                     | 5                     | 2                     | 4                     | 2                     | 51                    | 3                     |
| Tule ja jää            | 7                     | 7                     | 3                     | 5                     | 9                     | 3                     | 5                     | 7                     | 3                     | 2                     | 7                     | 58                    | 4                     |
| Amazing                | 4                     | 5                     | 10                    | 6                     | 3                     | 6                     | 8                     | 3                     | 5                     | 7                     | 3                     | 60                    | 7                     |
| Kui tuuled pöörduvad   | 2                     | 1                     | 1                     | 4                     | 4                     | 4                     | 10                    | 2                     | 4                     | 9                     | 4                     | 45                    | 2                     |

| Artiste                     | Chanson     | Télévote      |
| --------------------------- | ----------- | ------------- |
| Super Hot Cosmos Blues Band | Maybe-Maybe | 26 918 (47 %) |
| Tanja                       | Amazing     | 30 354 (53 %) |

La finale se conclut par la victoire de Tanja et de sa chanson Amazing, qui représentent donc l'Estonie à l'Eurovision 2014.

## À l'Eurovision
L'Estonie a participé à la première demi-finale, le 6 mai 2014. Il y termine en 12e place avec 36 points, un total insuffisant pour se qualifier en finale.